# Dżafarabad (Kurdystan)
Dżafarabad – wieś w Iranie, w ostanie Kurdystan, w szahrestanie Bidżar. W 2006 roku liczyła 698 mieszkańców.